# Veľké Ozorovce
Veľké Ozorovce (ungarisch Nagyazar) ist eine Gemeinde im Osten der Slowakei mit 731 Einwohnern (Stand 31. Dezember 2024), die zum Okres Trebišov, einem Kreis des Košický kraj, gehört. Sie ist Teil der traditionellen Landschaft Zemplín.

## Geographie
Die Gemeinde befindet sich im westlichen Teil des Ostslowakischen Tieflands, genauer im Ostslowakischen Hügelland, am östlichen Fuß des Gebirges Slanské vrchy. Durch das Gemeindegebiet fließen die Bäche Čiža und Kašin im Einzugsgebiet der Ondava. Das Ortszentrum liegt auf einer Höhe von 142 m n.m. und ist sechs Kilometer von Sečovce sowie 17 Kilometer von Trebišov entfernt (Straßenentfernung).
Nachbargemeinden sind Malé Ozorovce im Nordwesten und Norden, Sečovce und Nový Ruskov im Osten, Plechotice im Südosten und Zemplínska Teplica im Süden, Südwesten und Westen.

## Geschichte
Veľké Ozorovce wurde zum ersten Mal 1304 als Azar schriftlich erwähnt, weitere historische Bezeichnungen sind unter anderen Ozor (1327), Noghozor (1352), Welke Ozorowcze (1773) und Ozorowcze (1786). Das Dorf war Besitz des Geschlechts Pelethei, ab 1414 wechselten sich mehrere Gutsherren, ab 1598 besaß hier das Geschlecht Drugeth von Humenné Gutsanteile. 1601 lag Veľké Ozorovce im Herrschaftsgebiet von Trebišov. Im 19. Jahrhundert besaßen Familien wie Barkóczy, Joanelli und andere Gutsanteile.
1715 gab es 25 verlassene und sechs bewohnte Haushalte. 1787 hatte die Ortschaft 87 Häuser und 700 Einwohner, 1828 zählte man 112 Häuser und 835 Einwohner, die als Fuhrleute, Holzfäller und Landwirte tätig waren. Die Bevölkerung nahm am Ostslowakischen Bauernaufstand von 1831 teil.
Bis 1918/1919 gehörte der im Komitat Semplin liegende Ort zum Königreich Ungarn und kam danach zur Tschechoslowakei beziehungsweise heutigen Slowakei. Im Verlauf des Zweiten Weltkriegs wurde der Ort am 26. November 1944 von deutschen Truppen angezündet.

## Bevölkerung
| Jahr                | 1994 | 2004     | 2014    | 2024    |
| ------------------- | ---- | -------- | ------- | ------- |
| Anzahl der Personen | 587  | 715      | 758     | 731     |
| Unterschied         |      | +21,80 % | +6,01 % | −3,56 % |

| Jahr                | 2023 | 2024    |
| ------------------- | ---- | ------- |
| Anzahl der Personen | 736  | 731     |
| Unterschied         |      | −0,67 % |

Nach der Volkszählung 2011 wohnten in Veľké Ozorovce 746 Einwohner, davon 656 Slowaken, 42 Roma, vier Tschechen, jeweils drei Russinen und Ukrainer, jeweils zwei Magyaren und Russen und ein Pole. 33 Einwohner machten keine Angabe zur Ethnie.
545 Einwohner bekannten sich zur römisch-katholischen Kirche, 100 Einwohner zur griechisch-katholischen Kirche, neun Einwohner zur orthodoxen Kirche, sieben Einwohner zur reformierten Kirche, sechs Einwohner zu den Zeugen Jehovas, drei Einwohner zur Evangelischen Kirche A. B., zwei Einwohner zu den christlichen Gemeinden und ein Einwohner zu den Siebenten-Tags-Adventisten. Zwei Einwohner bekannten sich zu einer anderen Konfession, 26 Einwohner waren konfessionslos und bei 45 Einwohnern wurde die Konfession nicht ermittelt.

## Bauwerke und Denkmäler
- römisch-katholische Kirche Mariä Geburt im historisierenden Stil aus dem Jahr 1890[6]

## Verkehr
Durch Veľké Ozorovce führt die Cesta III. triedy 3653 („Straße 3. Ordnung“) von Zemplínska Teplica nach Sečovce. Der nächste Bahnanschluss ist in Sečovce an der Bahnstrecke Trebišov–Vranov nad Topľou, seit 2003 wird der dortige Bahnhof im regelmäßigen Personenverkehr nicht mehr angefahren, der nächste angefahrene Bahnhof ist seither in Čeľovce.